# Балабуха Кім Хомич
Балабуха Кім Хомич (6 грудня 1936, Старе Мажарове — 6 листопада 2006, Харків) — поет, літературознавець, викладач, професор кафедри української та світової літератури Харківського національного педагогічного університету імені Григорія Сковороди, перекладач. Брат поета Анатолія Хомича Балабухи.

## Біографія
Народився 6 грудня 1936 року в селищі Старе Мажарове (що на межі з дніпропетровським Приоріллям, тепер це Зачепилівський район) на Харківщині. Батьки (батько — Хома Васильович та мати Софія Гаврилівна) були вчителями, що з малечку надихало Кіма Хомича на вчителювання.

### Освіта
Випустившись зі школи вирішив продовжити справу батьків та закінчив Красноградське педагогічне училище.
Вищу освіту продовжує здобувати на філологічному факультеті у Харківському державному педагогічному інституті ім. Г. С. Сковороди. По завершенню навчання вчителює у Красногорадському педагогічному училищі, згодом залишається працювати у своєму інституті і стає до викладацької діяльності з 1967 року.
За хрущівської відлиги працював у обкомі комсомолу, був і сам членом ВЛКСМ.
У 1975 році захістив кандидатську дисертацію.
Помер 6 листопада 2006 року в Харкові.

### Літературознавча діяльність
Як літературознавець обрав собі для наукового дослідження поетичні течії 60-70 років.
За виступи 1968 року на захист української мови та надруковану статтю про твір Олеся Гончара «Собор» мав переслідування з боку правоохоронних органів.
Є співупорядником та автором коментарів до чотирьохтомника українського поета, перекладача та драматурга Ігоря Леонтійовича Муратова (батька чоловіка відомої кінорежисерки Кіри Муратової).

## Творчий шлях
У студентські роки почав друкуватись, спочатку в районній газеті, а потім в обласних, таких як:
- «Ленінська зміна»
- «Соціалістична Харківщина»
- «Літературна Україна» 
Потім почав публікувати свої твори вже в республіканській пресі та журналах і альманахах:
- «Березіль»
- «Дніпро»
- «День поезії» (1959)
- «Голоси молодих» (1969)
- «Поезія» (№ 4 за 1969 рік)
- «Березова криниця: Молода поезія РРФСР» (1972)
- «Вітрила»
- «Здраствуй, Харьков» (1975)
- «Солдати миру» (1978)

Також окрім поезії мав численні рецензії та краєзнавчі дослідження. Автор книжок:
- «України слава — Україні слово» (1992)
- «Двом вікам полтаво-харківського відродження — інтерпритації «Енеїди» (1998)
- «Квітка-Основ'яненко та Харківщина»